# The Black Velvet Band
"The Black Velvet Band" (Roud 2146) er en traditionel engelsk og irsk folkesang som omhandler en deportering til Australien, hvilket var en almindelig straf i 1800-tallets England og Irland.
Sangen fortæller historien om en håndværker, der møder en ung kvinde, der har stjålet en vare og giver det videre til ham. Teksten varierer fra sted til sted. Manden er i retten næste dag og bliver sigtet for at have stjålet varen. Som straf sendes han til Van Diemen's Land. I USA blev titlen "The Girl In The Blue Velvet Band".
Peter Kennedy (en engelsk samler af folkesange) indspillede en version i Belfast i 1952, mens han arbejdede for BBC. Folkemindesamleren G.B. Gardiner noterede en version i Hampshire i 1907. En endnu tidligere version af udgiveren af Swindells i Manchester har flere ord, men intet omkvæd. Her foregår sangen i Barking, Essex.
One day, being out on a ramble, alone by myself I did stray,
I met with a young gay deceiver, while cruising in Ratcliffe Highway;
Her eyes were as black as a raven, I thought her the pride of the land,
Her hair, that did hang o'er her shoulders, was tied with a black velvet band.
Udgivelsen af denne version er sandsynligvis sket et sted mellem 1837 og 1853.

## Indspilninger
- The Irish Rovers på deres album The Unicorn i 1967.
- The Dubliners version fra albummet A Drop of the Hard Stuff nåede #15 på UK Singles chart i 1967.
- Ewan MacColl
- Dropkick Murphys på deres album Blackout, denne version afviger lidt fra den traditionelle.
- Four to the Bar på deres livealbum Craic on the Road, i et medley med "The Galway Shawl" og "The Wild Rover".
- Bill Monroe (under navnet "Girl In The Blue Velvet Band")
- Brobdingnagian Bards på deres album The Holy Grail of Irish Drinking Songs.
- Bakerloo på opsamlingsalbummet Here's To The Irish, Vol. 2.
- The High Kings på albummet The High Kings.
- Seamus Kennedy på albummet By Popular Demand.
- The Blackwater Boys på albummet Irish Drinking Songs Vol. 2.
- Harry Cox på opsamlingsalbummet The Bonny Labouring Boy.
- Gareth Davies-Jones på albummet Water & Light.
- Celtic Thunder spillede et cover af sangen på deres sommershows i Atlantic City.
- Johnny Logan på albummet The Irish Connection (2007)